# Архиепархия Тхари и Нонсенга
Архиепархия Тхари и Нонсенга (лат. Archidioecesis Tharensis et Nonsengensis) — архиепархия Римско-Католической церкви с центром в городе Бантхарэ, Таиланд. Архиепархия Тхари и Нонсенга распространяет свою юрисдикцию на территорию провинций Каласин, Мукдахан, Накхонпханом и Саконнкахон. В митрополию Тхари и Нонсенга входят епархии Накхонратчасимы, Убонратчатхани, Удонтхани. Кафедральным собором архиепархии Тхари и Нонсенга является церковь святого Михаила Архангела.

## История
4 мая 1899 года Святой Престол учредил апостольский викариат Лаоса, выделив её из апостольского викариата Восточного Сиама (сегодня — Архиепархия Бангкока).
14 июня 1938 года апостольский викариат Лаоса передал часть своей территории для образования новой апостольскую префектуру Вьентьяна и Луангпрабанга (сегодня — Апостольский викариат Вьентьяна и Апостольский викариат Луангпрабанга).
21 октября 1950 года апостольский викариат Лаоса передал часть своей территории для образования новой апостольской префектуры Тхакхеха (сегодня — Апостольский викариат Саваннакхета). В этот же день апостольский викариат Лаоса был переименован в апостольский викариат Тхари.
7 мая 1953 года апостольский викариат Тхари передал часть своей территории для образования нового апостольского викариата Убона (сегодня — Епархия Убонратчатхани) и апостольской префектуры Удонтхани (сегодня — Епархия Удонтхани).
25 марта 1960 года апостольский викариат Тхари был переименован в апостольский викариат Тхари и Нонсенга.
18 декабря 1965 года Римский папа Павел VI издал буллу «Qui in fastigio», которой возвёл апостольский викариат Тхари и Нонсенга в ранг архиепархии.

## Ординарии архиепархии
- епископ Marie-Joseph Cuaz M.E.P.[1] (12.05.1899 — 26.04.1912);
- епископ Constant-Jean-Baptiste Prodhomme M.E.P. (2.06.1913 — 20.08.1920);
- епископ Ange-Marie-Joseph Gouin M.E.P. (27.04.1922 — 1.07.1943);
- епископ Henri-Albert Thomine M.E.P. (13.07.1944 — 21.03.1945);
- епископ Клод-Филипп Байе M.E.P. (10.04.1947 — 7.03.1953) — назначен епископом апостольского викариата Убона;
- епископ Михаил Монгкол Онпракхонгчит (7.03.1953 — 23.01.1958);
- архиепископ Михаил Киен Самопитак (12.02.1959 — 6.03.1980);
- архиепископ Лаврентий Кхай Сэнпхонон (6.03.1980 — 14.05.2004);
- архиепископ Луи Чамниан Сантисукнирам (1.07.2005 — по настоящее время).

## Источник
- Annuario Pontificio, Libreria Editrice Vaticana, Città del Vaticano, 2003, ISBN 88-209-7422-3
- Булла Qui in fastigio Архивная копия от 2 марта 2013 на Wayback Machine  (лат.)